# Ekoolthaht
Ekoolthaht /bushes-on-hill people/, pleme američkih Indijanaca s Barclay Sounda (danas Barkley Sound) u kanadskoj provinciji Britanska Kolumbija, na obalama Barcley Sounda na zapadnoj obali otoka Vancouver. 
Ekooltlahti su jedno od plemena Nootka, porodica Wakashan, koje je danas ujedinjeno s plemenom Tseshaht (Seshart). Godine 1879. populacija im je iznosila svega 48.